# Gastronomía de Nueva Zelanda

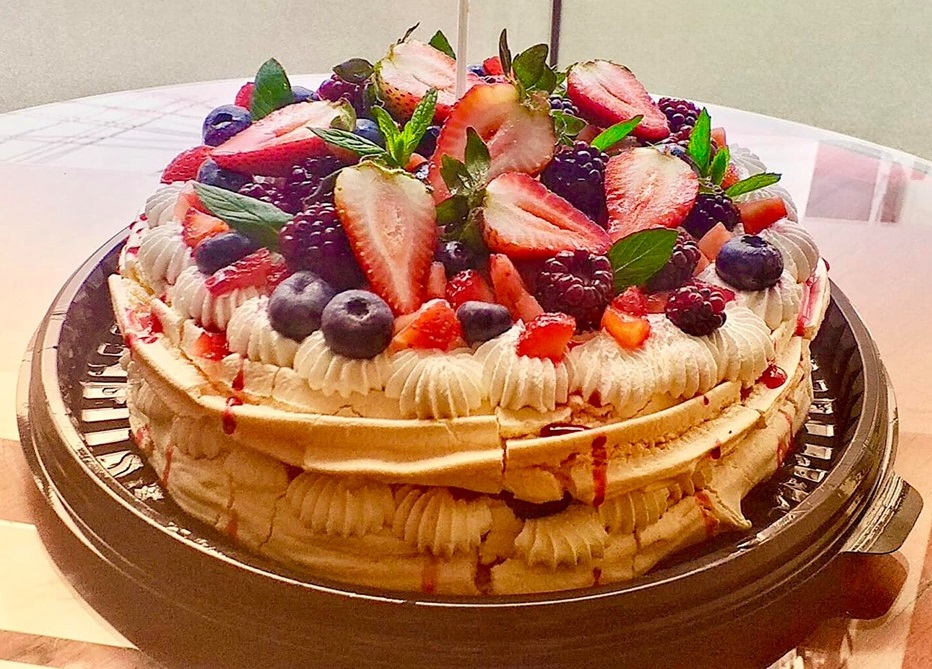
Una tarta Pavlova, uno de los iconos de la cocina neozelandesa y australiana.

La gastronomía de Nueva Zelanda (New Zealand cuisine) tiene su base en la cocina británica que los colonos importaron, mestizada con elementos propios de la cultura nativa maorí. La última gran influencia que ha recibido la cocina neozelandesa se ha dado desde los años 1980s con la globalización culinaria. El clima oceánico típico (Cfb) domina las tierras neozelandesas. Al ser un país insular, no es extraño que el pescado tenga un peso importante en la dieta, con platos como el fish and chips, el salmón, y varios mariscos como ostras, abulones (llamados paua), mejillones, el pipi (un bivalvo de Oceanía), el tuatua (un molusco local). Los colonos importaron la vaca, el cordero y el venado, que son hoy las carnes más típicas. Se asan a la parrilla, acompañado de kumaras (batata, camote) y mint sauce (salsa de menta). 
Nueva Zelanda es internacionalmente famosa por sus kiwis, tanto así que los propios neozelandeses son apodados kiwis. Esta fruta, originaria de China, fue importada a mediados del siglo pasado por Zespri, la principal empresa, y hoy en día se exportan a mercados de todo el mundo. Nueva Zelanda también destaca por el tamarillo, la feijoa, el helado Hokey Pokey y la afamada tarta Pavlova, considerada postre nacional.

## Gastronomía maorí
Cuando los indígenas maoríes llegaron a Nueva Zelanda desde la Polinesia tropical, trajeron consigo varios alimentos como el kūmara (batata), el taro, el uwhi, el hue o el tī-pore. Debido al clima frío, la mayoría de estas plantas sólo podían crecer en el norte de Te Ika ā Maui (la Isla Norte), aunque el kūmara puede cultivarse tan al sur como el norte de la Te Wai Pounamu (la Isla Sur), y se convirtió en un alimento básico que se podía almacenar durante el invierno.  Las plantas nativas de Nueva Zelanda, como la raíz de helecho, se convirtieron en una parte más importante de la dieta, junto con insectos como la larva de huhu. Lombrices de tierra, llamados noke, son incluso inusualmente parte de la dieta tradicional maorí. La escasez de horticultura se compensó con la abundancia de aves y productos del mar. Las moas, aves enormes no voladoras, fueron cazadas hasta su extinción. Los rāhui (restricciones sobre los recursos) incluían prohibir la caza de ciertas especies en lugares particulares o en ciertas épocas del año, de manera que se daba una explotación «sostenible» de los recursos.
Como otros pueblos polinesios, los maoríes cocinaban la comida en hornos de tierra, conocidos en Nueva Zelanda como hāngi, también llamados umu (imu en Hawái o ahi ma'a en Tahití). Las piedras se calientan en el fuego y encima se colocan los alimentos envueltos en hojas. Todo se tapa con más hojas y telas, o sacos húmedos y tierra.
Otros métodos de cocción tradicionales maoríes son el asado y, en áreas geotérmicas, hervir o cocer al vapor utilizando fuentes termales naturales. Ocasionalmente, la comida se hervía en áreas no geotermales poniendo piedras calientes en un recipiente con agua y la comida. Algunos alimentos se conservaban mediante el ahumado, el secado, la fermentación o en grasa, en particular los petreles (muttonbirding). 
Los maoríes fueron uno de los pocos grupos étnicos del mundo que no conocieron el alcohol, y no produjeron ni consumieron ningún tipo de bebida alcohólica hasta la llegada de los europeos.

### Comida y religión
En la religión tradicional maorí, la comida era noa, es decir, 'no sagrada'. Esto significaba que había que tener cuidado para evitar que entrara en contacto con lugares u objetos tapu. Si lo hiciera, el tapu y las personas asociadas con él, entrarían en riesgo. Los altos jefes y las personas que se dedicaban al tapu, como los tatuadores, eran tapu y tenían restricciones sobre la forma de tratar la comida; los más tapu ('sagrados') debían ser alimentados por otras personas. Una historia cuenta que una guerra entre bandos maoríes tuvo que ser pospuesta debido a que entre ellos no había personas no-tapu que pudiesen cargar los suministros de alimentos en las canoas waka.

### Influencia europea
Cuando los pākehā (europeos) llegaron por primera vez a Nueva Zelanda a finales del siglo XVIII, trajeron consigo sus propios alimentos. Algunos de estos, especialmente el cerdo y las patatas, fueron rápidamente adoptados por los maoríes. La papa fue particularmente popular, pues se cultivaba igual que la kūmara, aunque con un rendimiento mucho mayor y menos esfuerzo. Otros alimentos europeos como el trigo, la calabaza, el cordero, el azúcar y muchos tipos de frutas se convirtieron en parte de la dieta maorí y se comercializaron ampliamente con los barcos visitantes. Los marineros estadounidenses trajeron nuevas variedades de kūmara a Nueva Zelanda, y estas variedades de alto rendimiento rápidamente reemplazaron a las variedades endémicas. De hecho, en la actualidad, la mayoría son variedades comerciales como Owairaka Red, Toka Toka Gold y Beauregard.
El alcohol, inicialmente rechazado como wai piro ('agua apestosa'), también se convirtió en parte de la vida de los maoríes. La mayoría de las tribus maoríes cultivaban excedentes de alimentos para comerciar con otras tribus y con visitantes y colonos europeos. Algunas tribus se enriquecieron con este comercio, aunque la industria alimentaria maorí decayó a mediados del siglo XIX debido a la pérdida de tierras y la competencia de los colonos. Muchas fuentes de alimentos tradicionales, como el kereru (paloma neozelandesa) y otras aves, así como algunos tipos de peces y plantas, escasearon debido a la destrucción de los bosques y

### Cocina maorí actual
La cocina maorí actual es una mezcla de tradición maorí, cocina inglesa antigua y platos contemporáneos. Las reuniones importantes maoríes suelen incluir un horno de tierra hāngi en el que se cocinen tanto alimentos indígenas māori como alimentos pākehā. En las últimas décadas ha habido una creciente preocupación social por la degeneración de los hábitos alimentarios maoríes, que tiene como resultado una desproporcionada tendencia de sufrir obesidad, enfermedades cardíacas y diabetes.
Dos platos considerados distintivamente maoríes son el boil up (cerdo, patatas, kūmara y dumplings), el cerdo y la puha (hierba cerraja), combinando alimentos introducidos e indígenas. Ambos platos deben mucho a los métodos de cocina británica traídos en el siglo XIX.
También es distintivo el rēwena, 'pan maorí', que se elabora con patatas fermentadas.

## Vinos
Es posible que en Nueva Zelanda los vinos sean quizás incluso más conocidos que la carne de cordero. Existen 10 centros productores de vino en Nueva Zelanda, con Marlborough afamado por su sauvignon blanc, Gisborne por su chardonnay, y el Central Otago y Martinborough elaborando su reputación para el pinot noir y el pinot gris. Hawkes Bay es conocido por su oscuro cabernet y Auckland Waiheke Island es la cuna de uno de los más reputados cabernets del mundo. Marlborough y Hawkes Bay son dos regiones con premios internacionales.

## Cocina casual Kiwi
El verano de Nueva Zelanda muestra muchos lugares al aire libre donde se celebran comidas casuales, a menudo barbacoas. Las barbacoas Kiwi se caracterizan por el uso de ternera, cordero y pescado - son un aparte fundamental de la cultura de Nueva Zelanda, y caracterizan la naturaleza relajada de la gente de Nueva Zelanda.
Una especialidad Maorí es el hangi (pronunciado hung-ee), elaborado con carnes o pescado cocinados con vegetales. Se excava un agujero profundo en el suelo, se ponen piedras al rojo y los alimentos se ponen en la parte superior. Se espolvorea agua y se rodea el plato con la vegetación, se tapa el agujero con tierra y se deja cocinar durante horas.
La cocina de Nueva Zelanda tiene una afición a los muy tradicionales fish and chips, que se sirven en un papel envuelto (cucurucho), herencia de la cocina colonial inglesa.

## Platos
Los platos típicos de Nueva Zelanda incluyen:
- Fish and chips. Son muy similares a los ingleses
- Colonial Goose (una sorprendente y efectiva preparación de pierna de cordero asada)

## Postres
- Pavlova (un merengue suave y ligero que tiene su nombre en honor de la bailarina de ballet, Anna Pávlova)
- Lamingtons (una especie de pastel esponjoso (elaborado de forma más tradicional con mantequilla) cubierto de chocolate o mermelada de frambuesa y coco desecado)
- Afghan Biscuits